# Proquinazid
Proquinazid ist eine chemische Verbindung aus der Gruppe der Chinoline und ein von dem Konzern DuPont 2005 eingeführtes Fungizid.

## Verwendung
Proquinazid ist ein lokalsystemisches Fungizid, welches bei Pilzen den Signalweg zur Appressorienausbildung hemmt. Der Wirkstoff wird zur Bekämpfung von Echtem Mehltau im Acker-, Obst- und Weinbau verwendet.

## Zulassung
In Deutschland, Österreich und der Schweiz sowie weiteren Staaten der EU sind Pflanzenschutzmittel mit Proquinazid als Wirkstoff (z. B. Talendo) zugelassen.